# Srŏk Pech Chreada
Srŏk Pech Chreada är ett distrikt i Kambodja.   Det ligger i provinsen Mondolkiri, i den östra delen av landet, 270 km nordost om huvudstaden Phnom Penh. Antalet invånare är 5 129.